# Вооружённые силы Сент-Китса и Невиса
Вооружённые силы Сент-Китса и Невиса (англ. Saint Kitts and Nevis Defence Force) — военная организация Сент-Китса и Невиса. В настоящее время она состоит из пехотного (англ. the St. Kitts Nevis Regiment) и военно-морского (англ. the St. Kitts Nevis Coast Guard) подразделений.  Оба подразделения имеют регулярную и резервную части, и находятся в подчинении у командования штаба сил (FHQ, SKNDF). Нынешний командир SKNDF — подполковник Патрик Уоллес. SKNDF имеет регулярную силу из 300 человек с корпусом из 150 курсантов.

## Задачи
Основной задачей для сухопутных сил является поддержание порядка внутри страны, совместно с местной полицией, в то время как береговая охрана несёт ответственность за охрану территориальных вод страны. Также SKNDF играет важную роль в перехвате наркотиков, который зачастую осуществлялся совместно с местной полицией и Королевским флотом. SKNDF принимает участие также в оказании помощи после стихийных бедствий и в зарубежных миротворческих задачах.

## Регулярные войска
Регулярные корпуса SKNDF состоят из:
- Роты «А»: это регулярное пехотные подразделение SKNDF. Оно подчиняется командам капитана, и состоит из штаба и трех стрелковых взводов.
- Взвод поддержки и обслуживания (Support and Services Platoon): это административный и логистический элемент, включающий в себя два отдельных подразделения:
  - Сельскохозяйственный Корпус
- Береговая Охрана: морской корпус, который делится на три подразделения:
  - Штаб БОХР
  - Инженерное подразделение
  - Флотилия – подразделение, которое несёт ответственность за эксплуатацию пяти судов береговой охраны.

Береговая охрана имеет один морской патрульный катер, который был подарен США

## Техника
- Три Daimler Ferret FV-702 4x4 ARVs  Великобритания
- Land Rover Defender 4x4  Великобритания.
- Sterling MK-4 9mm SMG  Великобритания.
- FN-FAL 7.62mm SAR  Бельгия.
- L-1A1 7.62mm SAR  Великобритания.
- FN-MAG 7.62mm LMG  Бельгия.
- L-16A-1 81mm Mortar  Великобритания.

## Резервный корпус
Резервный корпус SKNDF состоит из:
- Рота 'B': это резервное пехотное подразделение.
- Береговая охрана: обеспечивает резервы для береговой охраны.
- Группа вооружённых сил Сент-Китса и Невиса.
- Кадетский корпус Сент-Китса и Невиса, состоящий из 150 курсантов.

## История
SKNDF была первоначально сформирована в качестве волонтерского блока в 1896 году, в ответ на беспорядки на сахарных плантациях.Регулярные вооружённые силы были образованы в 1967 году, после беспорядков на острове Ангилья, который пытался отделиться от Федерации Сент-Китса и Невиса, тогда же стало ясно, что волонтёрские силы были недостаточно подготовлены чтобы справиться с ситуацией.
Первые военные пришли из полиции Сент-Китса и специального обслуживающего подразделения.
Формирование регулярных сил обороны было инициативой правящей лейбористской партии, категорически против выступили оппозиционные народные движения (PAM). Когда партия PAM пришла к власти в 1980 году, было принято решение распустить регулярные войска, оставив лишь резерв.